# 金井利彦
金井 利彦（かない としひこ、1914年 - 没年不詳）は、日本の造園・都市計画系官僚で、武蔵野美術大学非常勤講師も務めていた。東京都出身。

## 来歴
1937年に千葉高等園芸学校（現・千葉大学園芸学部・大学院園芸学研究科）を卒業後、東京市役所（1943年の東京都制実施により東京都庁）に勤務した。
1951年から1958年まで、戦災復興にも携わる。
その後厚生省公園局、青森県庁、長崎県庁を経て、1971年発足の環境庁に移る。これらの勤務先で長く公園行政に携わり、皇居外苑管理事務所長、新宿御苑管理事務所長を歴任した。
環境庁退職後は社団法人道路緑化保全協会を経て、株式会社新環境設計に勤める。
公園緑地折下功労賞を受賞している。

## 著書
単著
- 『新宿御苑』郷学舎<東京公園文庫>、1980年
  - 1993年に東京都公園協会より再刊
- 『お濠をめぐって』郷学舎<東京公園文庫>、1981年
- 『東京の老樹名木』郷学舎<東京公園文庫>、1981年

共著
- 道路緑化保全協会技術委員会『季と樹のこと』編集作業グループ（編）『季と樹のこと』道路緑化保全協会、1993年